# MBC 뉴스 (500)
《MBC 뉴스 (500)》(MBC NEWS (500))는 대한민국 MBC에서 평일 새벽 5시에 방송되었던 문화방송의 아침뉴스 프로그램이다.

## 기획 의도 / 개요
- 1984년 5월 21일부터 MBC 아침뉴스로 시작하여 MBC 뉴스 일기예보 - MBC 아침뉴스를 거쳐 2012년 10월 8일부터 MBC의 24시간 종일 방송 개시에 따라 다시 현재의 명칭으로 신설되었다. 그러나 MBC 파업으로 인해 2017년 8월 14일에 종영되었다.
- 정식 타이틀은 MBC 뉴스이다.

## 방송 시간
| 방송 채널 | 방송 기간                          | 방송 시간                                  |
| --------- | ---------------------------------- | ------------------------------------------ |
| MBC TV    | 1984년 5월 21일 ~ 1984년 10월 20일 | 월요일 ~ 토요일 아침 6시 ~ 6시 5분 (5분)   |
| MBC TV    | 1984년 10월 22일 ~ 1991년 4월 20일 | 월요일 ~ 토요일 아침 6시 ~ 6시 10분 (10분) |
| MBC TV    | 2012년 10월 8일 ~ 2013년 3월 17일  | 매일 새벽 5시 ~ 5시 10분 (10분)            |
| MBC TV    | 2013년 3월 18일 ~ 2017년 8월 14일  | 평일 새벽 5시 ~ 5시 10분 (10분)            |

## 구성

### MBC 뉴스 오프닝
김민호 앵커

### 날씨
무작위

### MBC 뉴스 클로징
김민호 앵커

## 앵커
- 김민호 (남) - 문화방송의 아나운서

### 역대 앵커

#### 평일
| 역대 | 진행자                 | 진행 기간                          | 비고  |
| ---- | ---------------------- | ---------------------------------- | ----- |
| 1대  | 손석희 前 아나운서국장 | 1984년 5월 21일 ~ 1984년 10월 20일 |       |
| 2대  | 이윤재 아나운서        | 1986년 10월 20일 ~ 1988년          |       |
| 3대  | 김창옥 前 아나운서     | 1988년 ~ 1989년                    |       |
| 4대  | 이현우 前 아나운서     | 1989년 ~ 1991년 4월 20일           |       |
| 5대  | 오승훈 아나운서        | 2012년 10월 8일 ~ 2013년 10월 4일  |       |
| 6대  | 박창현 아나운서        | 2013년 10월 7일 ~ 2016년 7월 1일   | [ 1 ] |
| 7대  | 엄주원 아나운서        | 2016년 7월 4일 ~ 2017년 4월 7일    |       |
| 8대  | 정슬기 아나운서        | 2017년 4월 10일 ~ 2017년 6월 2일   | [ 2 ] |
| 9대  | 김민호 아나운서        | 2017년 6월 12일 ~ 2017년 8월 14일  | [ 3 ] |

#### 주말
| 역대 | 진행자          | 진행 기간                          | 비고 |
| ---- | --------------- | ---------------------------------- | ---- |
| 1대  | 강다솜 아나운서 | 2012년 10월 13일 ~ 2013년 3월 17일 |      |

## 타이틀 변천사
| 기수 | 타이틀            | 방송 기간                          |
| ---- | ----------------- | ---------------------------------- |
| 1기  | MBC 아침뉴스      | 1984년 5월 21일 ~ 1984년 10월 20일 |
| 2기  | MBC 뉴스 일기예보 | 1984년 10월 22일 ~ 1988년 9월 24일 |
| 3기  | MBC 아침뉴스      | 1988년 9월 26일 ~ 1991년 4월 20일  |
| 4기  | MBC 5시 뉴스      | 2012년 10월 8일 ~ 2014년 8월 1일   |
| 5기  | MBC 뉴스          | 2014년 8월 5일 ~ 2017년 8월 14일   |

## 동 시간대 경쟁 프로그램
- KBS 뉴스 (500) (KBS 1TV)
- 뉴스출발 (YTN)
- 모닝와이 (연합뉴스TV)